# Usubemaço
Usubemaço (Usubemasu, Ossu Bemasu) ist eine Aldeia auf der südostasiatischen Insel Atauro, die zu Osttimor gehört (Suco Beloi, Gemeinde Atauro). 2015 hatte die Aldeia 681 Einwohner.

## Geographie
Die Aldeia liegt im Nordosten des Sucos Beloi, an der Ostküste Atauros. Südlich liegt die Aldeia Maquer und westlich die Aldeias Adara und Arlo. Im Norden liegt der Suco Biqueli.
An der Küste liegt der Ort Beloi.

## Einrichtungen

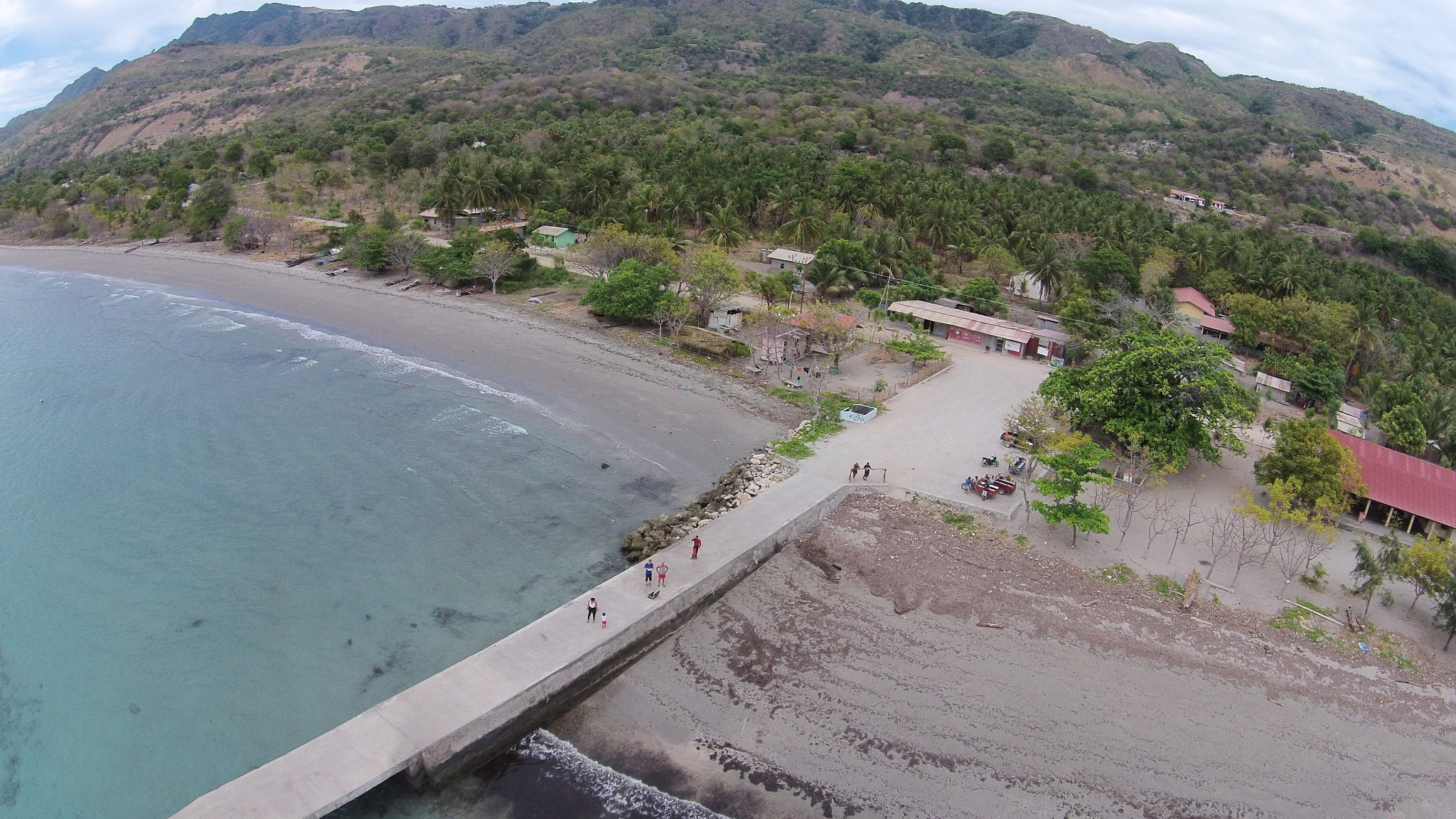
Anlegestelle von Beloi

Im Dorf Beloi befinden sich der Sitz des Sucos Beloi und die Grundschule Beloi. Außerdem gibt es in dem Ort einen  Hubschrauberlandeplatz für Notfälle, eine Anlegestelle, eine evangelische und eine katholische Kirche. Der Stützpunkt der Unidade da Polícia Marítima (UPM) in Beloi wurde im Juni 2021 durch einen neuen in Akrema ersetzt.